# 黄海道 (日本統治時代)
黄海道（こうかいどう、ファンヘド）は、日本統治時代の朝鮮の行政区画の一つ。現在の朝鮮民主主義人民共和国（北朝鮮）の黄海北道・黄海南道の地域にあたり、島嶼の一部は大韓民国仁川広域市に属している。道庁は海州に置かれた。

## 概要
朝鮮中西部に位置し、西は黄海に面する。北に平安南道、東北に咸鏡南道、東に江原道、東南に京畿道に接する。

## 人口
昭和11年現住戸口調査より
- 総人口　1,639,250人
  - 内訳
    - 内地人　20,582人
    - 朝鮮人　1,614,738人
    - その他　3,970人

## 行政区分
昭和20年（1945年）当時

### 府
- 海州府

### 郡
- 碧城郡
  - 泳泉面、錦山面、東雲面、秋花面、来城面、日新面、青龍面、西席面、茄佐面、月禄面、代車面、壮谷面、雲山面、検丹面、弥栗面、高山面、羅徳面、東江面、松林面、海南面
- 延白郡
  - 延安邑、湖東面、湖南面、海城面、松逢面、鳳西面、海龍面、龍道面、掛弓面、牧丹面、金山面、花城面、銀川面、雲山面、柳谷面、海月面、温井面、道村面、石山面、鳳北面
- 金川郡
  - 金川面、古東面、西北面、山外面、牛峰面、雄徳面、左面、西泉面、外柳面、兎山面、合灘面、口耳面
- 平山郡
  - 南川邑、平山面、金岩面、西峰面、古之面、細谷面、積岩面、馬山面、龍山面、新岩面、鱗山面、上月面、文武面、安城面
- 新渓郡
  - 新渓面、古面、多美面、多栗面、麻西面、赤余面、沙芝面、村面
- 長淵郡
  - 長淵邑、楽道面、牧甘面、速達面、候南面、大救面、白翎面、海安面、龍淵面、薪花面、蓴沢面
- 松禾郡
  - 松禾面、蓮芳面、長陽面、蓬莱面、桃源面、蓮井面、栗里面、雲遊面、豊海面、真風面、泉洞面、上里面、下里面
- 殷栗郡
  - 殷栗面、一道面、二道面、南部面、西部面、北部面、長連面
- 安岳郡
  - 安岳邑、龍順面、大遠面、文山面、龍門面、安谷面、銀紅面、西河面、大杏面
- 信川郡
  - 信川邑、温泉面、加蓮面、斗羅面、南部面、龍門面、文化面、弓興面、草里面、文武面、用珍面、山川面、盧月面、北部面、加山面
- 載寧郡
  - 載寧邑、三江面、銀龍面、長寿面、上聖面、下聖面、新院面、清川面、西湖面、南栗面、北栗面
- 黄州郡
  - 黄州邑、兼二浦邑、仁橋面、亀洛面、都峙面、州南面、青龍面、三田面、永豊面、九聖面、清水面、黒橋面、天柱面
- 鳳山郡
  - 沙里院邑、西鍾面、文井面、霊泉面、万泉面、舎人面、洞仙面、土城面、亀淵面、楚臥面、徳在面、山水面、岐川面、双山面
- 瑞興郡
  - 新幕邑、瑞興面、梅陽面、龍坪面、内徳面、木甘面、所沙面、細平面、栗里面、九圃面、道面
- 遂安郡
  - 遂安面、栗界面、大城面、大梧面、泉谷面、延岩面、公浦面、道所面、水口面
- 谷山郡
  - 谷山面、雲中面、東村面、桃花面、西村面、花村面、鳳鳴面、覓美面、下図面、上図面、伊寧面、清渓面
- 甕津郡
  - 甕津邑、茄川面、交井面、東南面、鳳邱面、富民面、北面、西面、龍淵面、龍泉面、興嵋面

## 歴代黄海道知事（道長官を含む）
1919年8月以前は「黄海道長官」。
| 氏名               | 在任期間                       | 備考                    |
| ------------------ | ------------------------------ | ----------------------- |
| 趙羲聞             | 1910年10月1日 - 1918年9月23日  | 黄海道長官              |
| 申応熙             | 1918年9月23日 - 1921年2月12日  | 1919年8月より黄海道知事 |
| 朴重陽             | 1921年2月12日 - 1923年2月24日  |                         |
| 飯尾藤次郎         | 1923年2月24日 - 1924年12月1日  |                         |
| 矢鍋永三郎         | 1924年12月1日 - 1925年8月11日  |                         |
| 今村武志           | 1925年8月11日 - 1928年3月29日  |                         |
| 朴相駿             | 1928年3月29日 - 1929年11月28日 |                         |
| 韓圭復             | 1929年11月28日 - 1933年4月7日  |                         |
| 鄭僑源             | 1933年4月7日 - 1937年2月20日   |                         |
| 姜弼成             | 1937年2月20日 - 1939年12月21日 |                         |
| 金村泰男（金秉泰） | 1939年12月28日 - 1942年1月24日 |                         |
| 山木文憲（宋文憲） | 1942年1月24日 - 1942年10月23日 |                         |
| 碓井忠平           | 1942年10月23日 - 1944年8月17日 |                         |
| 美根五郎           | 1944年8月17日 - 1944年12月21日 |                         |
| 八木信雄           | 1944年12月21日 - 1945年5月2日  |                         |
| 筒井竹雄           | 1945年5月2日 -                 | 日本統治下最後の知事    |

## 法院（裁判所）
昭和16年（1941年）当時
- 海州地方法院
- 海州地方法院瑞興支庁
- 海州地方法院沙里院支庁
- 海州地方法院松禾支庁

## 刑務所
昭和16年（1941年）当時
- 海州刑務所

## 警察
昭和2年（1927年）当時
- 黄海道警察部
  - 海州警察署
  - 延白警察署
  - 南川警察署
  - 新渓警察署
  - 甕津警察署
  - 長淵警察署
  - 松禾警察署
  - 長連警察署
  - 安岳警察署
  - 兼仁浦警察署
  - 信川警察署
  - 載寧警察署
  - 沙里院警察署
  - 瑞興警察署
  - 遂安警察署
  - 谷山警察署

### 憲兵警察制度下における憲兵部隊
大正4年（1915年）当時
- 海州憲兵隊
  - 海州憲兵分隊
  - 延安憲兵分隊
  - 新幕憲兵分隊
  - 谷山憲兵分隊
  - 遂安憲兵分隊
  - 載寧憲兵分隊
  - 松禾憲兵分隊

## 税務
昭和16年（1941年）当時

### 税務署
- 海州税務署
- 沙里院税務署

## 気象
昭和17年（1942年）当時
- 海州測候所
- 新幕測候所

## 鉄道
昭和20年（1945年）の路線

### 総督府鉄道
- 京義線
- 兼二浦線
- 土海線
- 甕津線
- 長淵線（後の殷栗線、長淵線）
- 沙海線
- 下聖線
- 鼎島線
- 内土線

## 道路
昭和2年（1927年）当時

### 一等道路
- 京城義州線
- 金化南川店線

### 二等道路
- 議政府平壌線
- 京城海州線
- 海州鎮南浦線
- 海州甕津線
- 康翎巡威島内蒼岩線
- 甕津鎮南浦線
- 海州鳳山線
- 海州龍塘浦線
- 海州陽徳線

## 港湾
昭和6年（1931年）当時

### 地方港
- 龍塘浦港
- 羅津浦港
- 釜浦港
- 夢金浦港
- 所也港
- 津江浦港

## 鉱山
- 遂安金鉱（各種鉱物）
- 栗浦金山
- 安岳鉄山
- 載寧鉄山
- 鳳山炭鉱
- 銀山面鉄山 ‐ 三菱製鉄所有[1]
- 南陽鉄山
- 兼仁浦鉄山
- 殷栗鉱山
- 百年鉱山

## 神社
- 海州神社
- 兼二浦神社
- 延安神社
- 安岳神社

## 企業
道内に本社を有する資本金50万円以上の企業である（昭和15年・1940年当時）

### 農林水産業
- 黄海農業

### 製造業
- 朝鮮セメント
- 朝鮮浅野セメント
- 西鮮重工業

### 運輸業
- 黄海自動車運輸

### 卸売小売業
- 海州殖産
- 黄海興業
- 桂園産業
- 大成実業

## マスメディア

### ラジオ放送局
昭和20年（1945年）8月当時
- 朝鮮放送協会海州放送局（呼出符号：JBKK）

### 日本語新聞
昭和16年（1941年）当時
- 黄海日報

## 出身有名人
この時代に生まれ育つか、または活躍した者を掲載
- 金九（独立運動家）